# Großer Sachsenpreis
Der Große Sachsenpreis ist ein ehemaliges Straßenradrennen. Es wurde von 1911 bis 1969 ausgetragen.

## Die Anfänge
Das Eintagesrennen wurde am 9. September 1911 erstmals ausgetragen. 118 professionelle Fahrer starteten in Chemnitz-Hilbersdorf. Die 250 km lange Strecke führte über Dresden und Leipzig zurück nach Chemnitz–Borna, vor das Restaurant „Schweizerhaus“. 60 Fahrer erreichten das Restaurant. Der Sieger dieses ersten Rennens war der Schweizer Paul Suter. Organisiert wurde dieses Rennen von Heinrich Stevens, einem Werbe-Mitarbeiter der Presto-Werke.

„Eine der grossartigsten Fahrten in bezug auf Ausgestaltung, Organisation und Besetzung war der von den Presto-Werken veranstaltete ‚Grosse-Sachsenpreis‘, der am 9. September [1911] ausgefahren wurde.“

Ein Jahr später, am 15. September 1912, wurde das zweite Rennen gestartet, das auch für Amateure offen war. Es meldeten sich über 500 Fahrer. Auch bekannte Profis aus Frankreich und Belgien waren am Start; der erste Platz ging an den Belgier Marcel Buysse, der zweite an den Franzosen Charles Crupelandt und der dritte an den Leipziger Richard Schenkel.
1913 musste das Rennen abgesagt werden, aber bereits 1914 wurde es erneut gestartet. Der Deutsche Radfahrer-Bund hatte die Leitung übernommen und ließ das Rennen über 252 km mit 140 Fahrern in Wachau bei Leipzig starten. Diesmal siegte der Berliner Richard Weise vor dem Südafrikaner Rudolph Lewis und dem Deutschen Ernst Franz.

## Zwischen den Weltkriegen
Nach dem Ersten Weltkrieg entwickelte sich das Rennen wieder zu einer internationalen Größe. 1926 waren erstmals nach dem Krieg wieder ausländische Profis am Start der inzwischen 270 km langen Strecke. Sieger wurde der Italiener Gaetano Belloni, folgende Plätze gingen an die Schweizer Albert Blattmann und Paul Suter. Vierter wurde der Leipziger Herbert Nebe.
1928 waren alle drei Medaillengewinner der Weltmeisterschaft des Vorjahres, die Italiener Alfredo Binda, Costante Girardengo und Domenico Piemontesi, am Start. Piemontesi erreichte das Ziel als Erster.
1931 wurde das erste Mal eine Zeit unter acht Stunden gefahren, vom deutschen Meister August Brandes aus Hannover.
1938 wurde das letzte Rennen vor dem Zweiten Weltkrieg ausgetragen. Es war zugleich das letzte Rennen zur deutschen Meisterschaft. Sieger wurde der Düsseldorfer Willi Fischer.

## DDR-Zeit
1947 und 1948 wurde der Große Sachsenpreis als Zweier-Mannschaftsfahren in Chemnitz (1947) und Dresden (1948) ausgetragen. Die Veranstalter wollten die Tradition des Rennens bewahren und holten zahlreiche Fahrer an den Start, die vor dem Krieg bereits das Straßenrennen bestritten hatten. Sieger wurden 1947 die Straßenfahrer Werner Fritzsche und Werner Richter  sowie 1948 Willy Gruß und Rudolf Voigt.
Nach dem Zweiten Weltkrieg wurde das Rennen erst 1950 wieder als Straßenrennen gestartet. 50 Fahrer begaben sich auf die 270 Kilometer lange Strecke. Sieger wurde der Leipziger Lothar Meister I. Es blieb bei dieser einen Austragung.
16 Jahre später (1966) wurde durch den DDR-Radsportverband das Rennen erneut gestartet. Diesmal wurde ein Vorrennen gefahren, so dass nur eine Auswahl (45 Fahrer) am Start war. Sieger wurde der Leipziger Fahrer Harald Dippold (DHfK), der zäh einen minimalen Vorsprung von sechs Sekunden ins Ziel rettete. Den Spurt der Verfolger gewannen die Leipziger Rainer Marks und Exweltmeister Bernhard Eckstein.
Die Glanzzeit dieses Rennens war aber vorbei; der große logistische und finanzielle Aufwand für die 270 km lange Strecke stand im Gegensatz zur schwachen Teilnahme und mangelndem Interesse bei Zuschauern und Fahrern. So wurde 1969 das letzte Rennen ausgetragen. Sieger dieses letzten Rennens wurde Jürgen Wanzlick vom SC Dynamo Berlin.

## Palmarès
- 1969  Jürgen Wanzlick
- 1968  Siegfried Huster
- 1967  Rainer Marks
- 1966  Harald Dippold
- 1951–65 nicht ausgetragen
- 1950  Lothar Meister I
- 1949 nicht ausgetragen
- 1948  Willy Gruß-Rudolf Voigt (Bahnrennen)
- 1947  Werner Fritzsche-Werner Richter (Bahnrennen)
- 1942–46 nicht ausgetragen
- 1941  Christoph Didier
- 1939 nicht ausgetragen
- 1938  Willi Fischer
- 1937  Erich Bautz
- 1937  Paul Reichel (Amateur)
- 1936  Georg Umbenhauer
- 1935  Emil Kijewski
- 1934  Ludwig Geyer
- 1933  Herbert Hauswald (Amateur)
- 1932  Otto Bosse (Amateur)
- 1931  August Brandes (Amateur)
- 1930  Walter Hoffmann (Amateur)
- 1929  Walter Hoffmann (Amateur)
- 1928  Domenico Piemontesi (Berufsfahrer) / Rudi Dost (Amateur)
- 1927  Erich Reim (Amateur)
- 1926  Gaetano Belloni
- 1925  Arthur Nörenberg
- 1924  Paul Kohl
- 1923  Rudi Dost
- 1922  Paul Kohl
- 1921  Paul Kohl
- 1920  Paul Kohl
- 1915–1919 nicht ausgetragen
- 1914  Richard Weise
- 1913 nicht ausgetragen
- 1912  Marcel Buysse
- 1911  Paul Suter